# Rai Maten
Rai Maten (Raimaten) ist eine osttimoresische Aldeia im Suco Odomau (Verwaltungsamt Maliana, Gemeinde Bobonaro). 2015 lebten in der Aldeia 2788 Menschen.

## Geographie
Rai Maten liegt an der Südostspitze des Hauptterritorium des Sucos Odomau. Westlich liegt die Aldeia Guenuha’an. Im Norden und Osten grenzt Rai Maten an den Suco Raifun und im Süden an die Sucos Holsa und Lahomea.
Die Aldeia bildet das westliche Zentrum der Gemeindehauptstadt Maliana. Die Südgrenze Rai Matens bildet die Überlandstraße von Maliana nach Balibo. An der Straße befindet sich die protestantische Kirche Hosana und neben ihr, die Baustelle für Malianas katholische Herz-Jesu-Kathedrale.

## Politik
2023 wurde Januario B. M. Fatima zum Chefe de Aldeia gewählt.